# Baseodiscus lumbricoides
Baseodiscus lumbricoides är en djurart som tillhör fylumet slemmaskar, och som först beskrevs av von Graff 1899.  Baseodiscus lumbricoides ingår i släktet Baseodiscus och familjen Valenciniidae. Inga underarter finns listade i Catalogue of Life.